# Ensemble Verfaillie
Pour les articles homonymes, voir Verfaillie.
L'ensemble Verfaillie est une suite de trois maisons de style Art nouveau réalisées par Émile Van Averbeke et Willem Diehl en 1900 et 1901. Cette suite est située à Anvers en région flamande (Belgique).

## Situation
Cette séquence de trois immeubles se situe à Anvers à proximité du quartier Zurenborg à la Mercatorstraat (rue Mercator) aux nos 102, 104 et 106. Cette rue se situe en contrebas de la voie ferrée. De l'autre côté de cette voie ferrée, se trouve l'Oostenstraat avec les immeubles de style Art nouveau comme la maison 't Daghet in den Oosten, la maison Citroen-Cahn et la maison Leys.

## Historique
Cet ensemble a été construit en 1900 et 1901 par l'architecte Émile Van Averbeke et son beau-frère néerlandais Willem Diehl (1876-1959) dans le cadre du projet de la construction des maisons de locations  Weelderige Huurhuizen dont le propriétaire était August Verfaillie. L'ensemble de style Art nouveau est classé et repris sur la liste des monuments historiques d'Anvers/Haringrode depuis le 6 octobre 1975.

## Description
Les maisons latérales des nos 102 (à droite) et 106 (à gauche) sont le miroir l'une de l'autre. Les élévations sont en brique jaune, rehaussées de pierre de taille pour certains linteaux (les autres sont en acier), piédroits, soubassements, appuis à bec etc. Des ouvrages de ferronnerie décorent les balcons et les soupiraux. 
La maison centrale (no 104) comprend une logette dont la fenêtre s’appuie sur une allège couverte de mosaïques à motifs abstraits (cercles, courbes, rayons et spirales) d'allure Art nouveau. Bien que respectant la nature des matériaux propres à ses deux voisines, la maison centrale se compose de baies totalement différentes au rez-de-chaussée ainsi qu'au premier étage. Elle est bâtie en saillie et surélevée par rapport aux deux autres maisons.
Les deux maisons latérales présentent une vaste baie à arc outrepassé précédées d’un petit balcon. Les pieds-droits des portes d’entrée vont se rétrécissant légèrement et sont ornés de motifs Art nouveau linéaires, semblables à ceux qui ornent également d’autres éléments de pierre de la façade, en particulier les amortissements en pinacle par lesquels s'achèvent les pilastres des deux maisons latérales. 
L’agencement intérieur est classique et la décoration sobre.

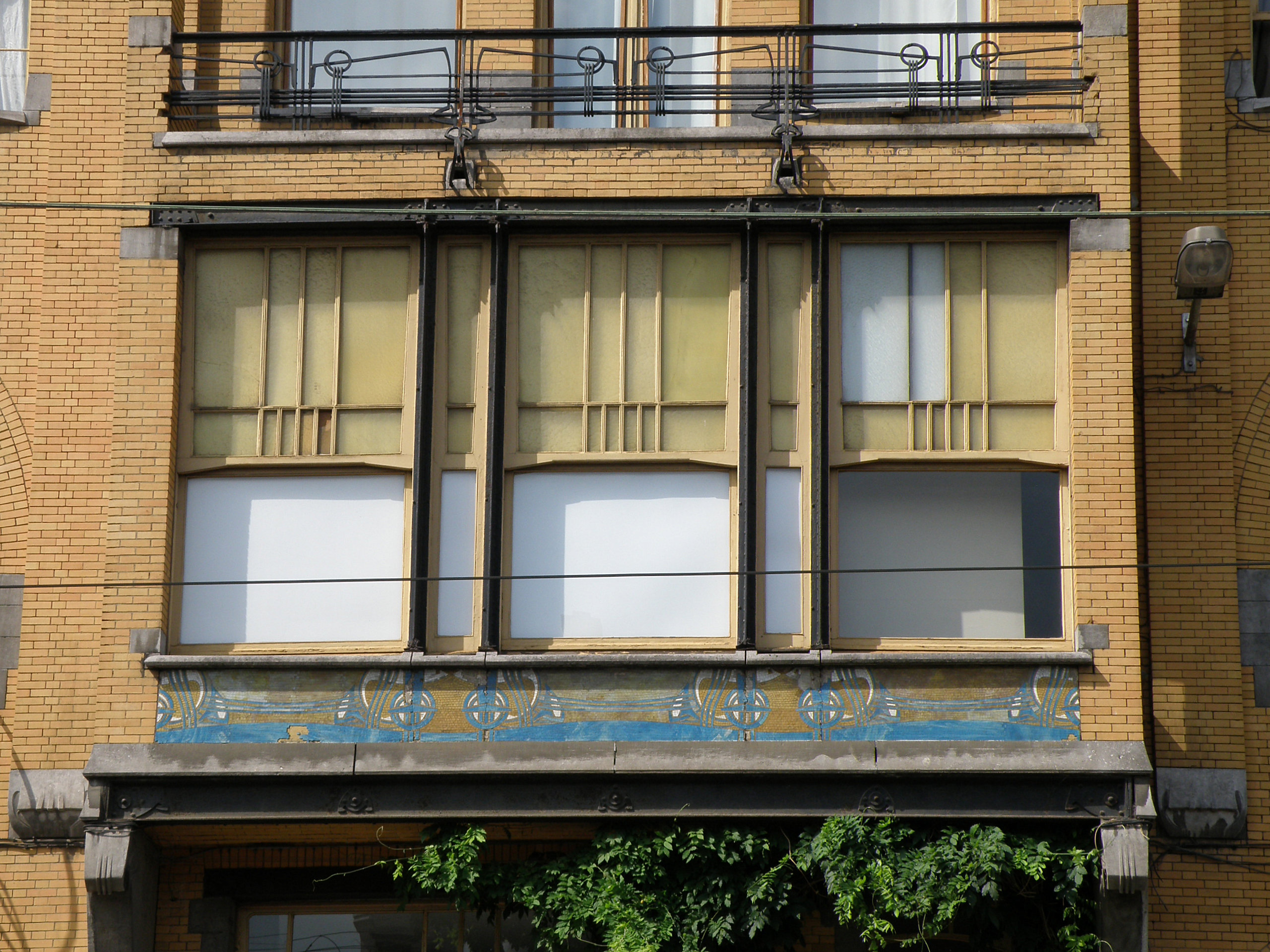
Mercatorstraat, 104

## Source
- (nl) https://inventaris.onroerenderfgoed.be/erfgoedobjecten/7343